# APT (película)
Apartment (en hangul, 아파트; romanización revisada, Apateu; McCune-Reischauer, Ap‘at‘ŭ) es una película de terror coreano de 2006, dirigida, producida y guiada por Byeong-ki Ahn y protagonizada por Ko So-young. Se basa en un cómic por Kang Full. Publicada en Singapur como «9:56». El nombre APT viene de la palabra Apartment en inglés.

## Trama
Se-jin es una mujer sola y sin amigos quien pasa la mayor parte de su tiempo trabajando para evitar cualquier sentimiento.
Últimamente, ella ha notado que algo extraño se oculta en el edificio de enfrente. Cada noche alrededor de las 10, las luces comienzan a parpadear y a la mañana siguiente, alguien es encontrado muerto. Ella comienza a investigar la conexión entre los suicidios misteriosos y las luces, pero lo que ella descubre, va más allá de su imaginación.

## Reparto
- Ko So-young - Oh Se-jin
- Kang Seong-jin - Detective Yang Na-sun
- Jang Hee-jin - Yu-jeon
- Park Ha-seon - Jung-hong
- Yuko Fueki (Yoo Min) - Mujer suicida del metro

## Video musical
Las escenas de esta película se utilizan en el video musical de "Chizuru", interpretada por la banda japonesa The GazettE.